# Jerry Lynn
Jeremy „Jerry“ Lynn (* 12. Juni 1963 in Minneapolis, Minnesota) ist ein US-amerikanischer Wrestler. Er arbeitet aktuell für Independent Wrestling Association und Total Nonstop Action Wrestling.
Lynn ist verheiratet und hat zwei Töchter.

## Karriere

### Anfänge / Independent
Lynn begann 1988 mit dem Wrestling. Zunächst war er in verschiedene lokale Wrestlingligen im Gebiet in und um Minnesota aktiv.
Von 1989 bis 1990 trat Lynn für die American Wrestling Association an. Im Anschluss daran war er bei der Global Wrestling Federation angestellt. Während seiner Zeit in dieser Liga durfte Lynn auch den GWF Light Heavyweight Champion Titel erringen.

### World Championship Wrestling / Extreme Championship Wrestling
Erstmals einem breiteren Publikum bekannt wurde Lynn während seiner Zeit bei World Championship Wrestling. Dort trat er als maskierter Mr. J.L. vor allem in der Cruiserweight-Division an. Etwas später wechselte Lynn zu Extreme Championship Wrestling.
In der ECW wurde Lynn in ein äußerst erfolgreiches Fehdenprogramm mit dem damaligen ECW Television Champion Rob Van Dam eingebunden. Lynn trat mehrmals unter dem Gimmick The New F'N Show gegen Rob Van Dam zu verschiedenen Titelmatches an. Zwar durfte er diese nicht gewinnen, machte sich aber dadurch auch in der Hardcore-Szene einen Namen. Lynn wird später sagen, dass diese seine größten Matches in seiner bisherigen Karriere waren und dass er nur in der ECW gegen Rob Van Dam seine einzigen Hardcore-Matches bestritten habe.
Am 1. Oktober 2000 durfte Lynn Justin Credible im Titelmatch um den ECW World Heavyweight Champion Titel besiegen.

### Independent / World Wrestling Entertainment
Nachdem die ECW im Frühjahr 2001 in Konkurs ging und infolgedessen wenig später von der WWE aufgekauft wurde, ging Lynn kurzfristig zu IWA East-Coast Wrestling. Doch noch 2001 wurde Jerry Lynn von der WWE abgeworben und durfte gleich in seinem Debütmatch die WWF Light Heavyweight Championship gewinnen.
Er verließ die WWE aber noch im Frühjahr 2002 und trat in der Folge bei einigen Matches bei World Wrestling-Allstars an.

### Total Nonstop Action Wrestling
Dann unterschrieb Lynn noch im Jahr 2002 einen Vertrag bei NWA Total Nonstop Action Wrestling. Hier durfte er zweimal TNA X-Division Champion werden. Ebenso durfte Lynn auch zweimal den NWA World Tag Team Champion Titel halten.
Im Februar 2004 wurde Jerry Lynn durch Juventud Guerrera schwer an der Schulter verletzt. Seit diesem Zeitpunkt war er vor allem als Road Agent für Total Nonstop Action Wrestling tätig. Er plante die Matches und trainierte die jüngeren Talente. Vereinzelt trat Lynn aber noch aktiv als Wrestler an. So zum Beispiel bei Hardcore Homecoming (2005) oder bei No Surrender desselben Jahres.
Aber Lynn wurde auch wieder von der Independent Wrestling Association verpflichtet und durfte dort auch den Titel des IWA Mid-South Heavyweight Champion halten. Auch war er an der Seite von „Team USA“ beim TNA 2006 World X Cup zu sehen.
Am 14. Januar 2007 gab Lynn sein offizielles Comeback bei TNAW. Doch wurde er bereits am 15. August 2007 wieder von Total Nonstop Action Wrestling entlassen.

### Independent
Lynn trat von Herbst 2007 bis zu ihrer Schließung im Jahr 2008 für die in Orlando, Florida beheimatete Promotion USA Xtreme Wrestling (UXW) an. Nach der Schließung von UXW wurde Lynn erneut von der IWA East-Coast verpflichtet und in ihrem aktuellen Roster geführt.
Ende Juni 2008 kehrte Jerry Lynn als regelmäßiger Akteur auch zu Ring of Honor zurück, wo er bereits 2004 vereinzelt Matches bestreiten durfte. Dort wurde er in ein Fehdenprogramm mit Nigel McGuinness eingebunden. Seit März 2009 besitzt ROH eine wöchentliche Fernsehshow und bei der allerersten Ausgabe von Ring Of Honor Wrestling On HDNet trat Lynn im Eröffnungsmatch erfolgreich gegen Delirious an. Bereits am 3. April 2009 durfte Lynn bei der ROH Veranstaltung Supercard Of Honor IV im Main Event Nigel McGuinness besiegen und dadurch zum ersten Mal den wichtigsten Titel der Liga, den ROH World Title, erringen. Bei „Manhattan Mayhem III“ am 13.6. musste Lynn seinen Titel dann in einem Three Way Elimination Match verteidigen, in welchem zunächst er von
Tyler Black eliminiert wurde, der sich seinerseits aber Austin Aries geschlagen geben musste. Jerry Lynn verlor so seinen Titel nach 71 Tagen an Aries, der somit zum zweifachen ROH World Champion wurde.

## Erfolge

### Independent
- United Wrestling Association

- 1× UWA Heavyweight Champion

- 3X Wrestling

- 1× 3XW World Heavyweight Champion

- All American Wrestling

- 1× AAW Heavyweight Champion

- World Wrestling All-Stars

- 1× WWA International Cruiserweight Champion

- Anarchy Championship Wrestling

- 1× IWA Texas-ACW Champion

- Continental Wrestling Association

- 1× CWA Heavyweight Champion

- East Coast Wrestling Association

- ECWA Super 8 Tournament-Sieger 2007

- Gateway Championship Wrestling

- 1× GCW Heavyweight Champion

- Global Wrestling Federation

- 1× GWF Light Heavyweight Champion

- Independent Wrestling Association East Coast

- 1× IWA East Coast Heavyweight Champion

- Independent Wrestling Association Mid-South

- 1× IWA Mid-South Heavyweight Champion

- International Wrestling Cartel

- IWC Super Indy Champion
- IWC Super Indy VII tournament-Sieger 2008

- New Era Pro Wrestling

- 1× NEPW Triple Crown Champion

- New York Wrestling Connection

- 1× NYWC Heavyweight Champion
- 1× NYWC Hi-Fi Champion
- 1× NYWC Interstate Champion

- Pro Wrestling America

- 1× PWA Heavyweight Champion
- 1× PWA Tag Team Champion (mit The Lightning Kid)
- 3× PWA Light Heavyweight Champion

### Bedeutende Promotionen
- Extreme Championship Wrestling

- 1× ECW World Heavyweight Champion

- World Wrestling Federation

- WWF Light Heavyweight Champion

- Total Nonstop Action Wrestling

- 2× NWA World Tag Team Champion (1× mit AJ Styles und 1× mit Amazing Red)
- 2× TNA X Division Champion
- World X Cup Tournament-Sieger 2004 (im Team USA mit Chris Sabin, Christopher Daniels und Elix Skipper)

- Ring of Honor

*1× ROH World Champion